# Lienenburg
Die Lienenburg ist eine abgegangene hochmittelalterliche Niederungsburg der Grafschaft Oldenburg am nördlichen Rand des Ortsteils Lienen der Gemeinde Elsfleth im niedersächsischen Landkreis Wesermarsch.

## Geschichte
Um 1200 ließ der Oldenburger Graf Moritz I. zum Schutz vor den Stedingern zwei Burgen in Lienen und Lichtenberg bauen. Laut einer konkurrierenden Überlieferung in der Chronik von Kloster Rastede ist die Burg Lienen in der zweiten Hälfte des 12. Jahrhunderts vom Erzbistum Bremen gebaut und im Zuge eines Aufstandes der Stedinger zwischen 1158 und 1184 zerstört worden. Möglicherweise handelt es sich aber dabei um zwei verschiedene Anlagen.
Gesichert ist hingegen, dass die Stedinger Bauern sich gegen die von den Burgen Lienen und Lichtenberg ausgehende Bevormundung empörten und in einem Aufstand 1204 beide Burgen zerstörten. Die Zerstörung der Burg Lienen soll dabei von den Einwohnern von Moorriem übernommen worden sein. Ein Wiederaufbau fand nicht statt.
Ab 1219 erscheint ein Ortsadelsgeschlecht der Herren von Lienen in den Quellen, die vermutlich ursprünglich Burgmannen auf der Lienenburg waren. Nach der Zerstörung der Burg sollen sie auf die Weserinsel „Rader Sand“ übergesiedelt sein, wo ein Hügel auf eine Motte hindeuten könnte.